# Skepparp

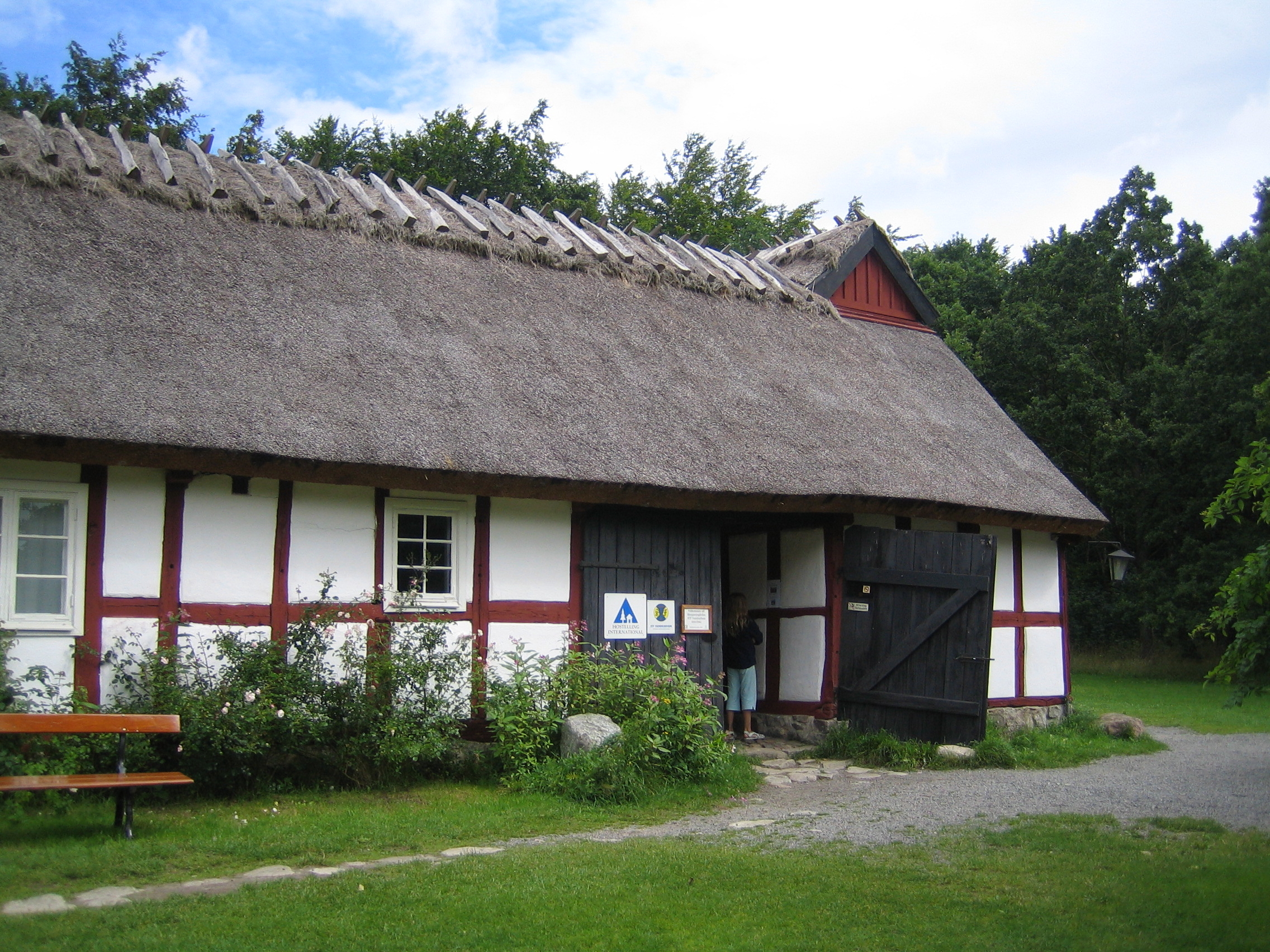
Skepparpsgården

Skepparp är en mindre by i Ravlunda socken, Simrishamns kommun, på Österlen. 
Byn ligger strax norr om Ravlunda i Verkaåns dalgång (ån kallas ibland även Skepparpsån). Nedströms från byn ligger Skepparpsgårdens vandrarhem och Havängsdösen. Uppströms ån ligger tätorten Brösarp.